# Pristomerus chilonis
Pristomerus chilonis är en stekelart som beskrevs av Kusigemati 1988. Pristomerus chilonis ingår i släktet Pristomerus och familjen brokparasitsteklar. Inga underarter finns listade i Catalogue of Life.